# Jonas Sela
Jonas Sela (* 23. Januar 1984 in Bergisch Gladbach) ist ein deutscher Fußball-Torwart.
Nach mehreren Stationen im Bergischen Land, beim SC Fortuna Köln und in der Juniorenabteilung des 1. FC Köln wechselte Sela in der Sommerpause 2005 zum damaligen Oberligisten 1. FSV Mainz 05 II. Im Mainzer Profikader war Sela zunächst als dritter Torwart vorgesehen. Nach einer schweren Verletzung des 05-Stammtorwarts Dimo Wache zu Beginn der Rückrunde 2005/06 rückte er zum Ersatztorwart der Bundesligamannschaft auf. Am drittletzten Spieltag dieser Saison verletzte sich auch Christian Wetklo, sodass Sela zu seinem siebenminütigen Erstligadebüt kam. In der Saison 2006/07 spielte Sela im Oberligateam der Mainzer und war bei den Profis nur noch vierter Torwart. Sein 2007 auslaufender Vertrag wurde von den Mainzern nicht verlängert.
Zu Beginn des Jahres 2008 unterschrieb er einen Vertrag beim MVV Maastricht und wechselte im Februar 2009 zu der SpVgg Bayreuth in die Bayernliga. In der Saison 2009/10 trat er für die SpVgg Weiden in der Regionalliga Süd an. Ab der Saison 2010/11 stand Sela wieder beim SC Fortuna Köln unter Vertrag.
In der Spielzeit 2014/15 spielte er beim A-Ligisten aus dem Fußballkreis Berg (Nähe Köln), dem SV Eintracht Hohkeppel.